# SK Lebeke-Aalst (piłka nożna kobiet)
SK Lebeke-Aalst – kobieca sekcja belgijskiego klubu piłki nożnej SK Lebeke-Aalst, mający siedzibę w mieście Aalst, w północno-zachodniej części kraju, występujący w latach 2000–2004 w rozgrywkach Eerste Klasse. 

## Historia
Chronologia nazw:
- 1992: Sportkring Aalst Vrouwen
- 2002: Sportkring Lebeke-Aalst Vrouwen – po fuzji z Sporting Lebeke
- 2007: klub rozwiązano

Kobieca drużyna piłkarska SK Aalst została założona w mieście Aalst w 1992 roku jako sekcja kobiet klubu SK Aalst. W sezonie 1992/93 roku zespół startował w Tweede Klasse (D2). W 1997 roku zajął drugie miejsce w tabeli, powtórzył ten sukces w kolejnych dwóch sezonach 1997/98 i 1998/99. W 2000 roku klub wygrał swoją serię i awansował do Eerste Klasse (D1). W debiutowym sezonie 2000/01 zespół zajął 6.miejsce, ale w następnym uplasował się tuż za podium na czwartej pozycji. 
W 2002 roku klub połączył się ze Sportingiem Lebeke, przyjmując nazwę SK Lebeke-Aalst. W sezonie 2002/03 połączony zespół osiągnął swój największy sukces, wygrywając mistrzostwo kraju. Klub zakwalifikował się do UEFA Women's Cup 2003/04, ale wycofał się z rozgrywek. Sezon 2003/04 zakończył na ostatniej 14.lokacie z rekordowa liczbą straconych bramek -225 goli i został zdegradowany do Eerste Klasse.
W 2007 roku klub postanowił zrezygnować z kobiecej drużyny, która sezon 2006/07 zakończyła w środku tabeli na 9.pozycji. Kobieca drużyna piłkarska została rozwiązana.

## Barwy klubowe, strój, herb, hymn
|  |  |

Klub ma barwy niebiesko-pomarańczowe. Piłkarki domowe spotkania zazwyczaj grają w niebieskich koszulkach, pomarańczowych spodenkach oraz niebieskich getrach.

## Sukcesy

### Trofea międzynarodowe
Do chwili obecnej klub jeszcze nigdy nie zakwalifikował się do rozgrywek europejskich.

### Trofea krajowe
| \| \| Zdobyte trofea w rozgrywkach Belgii (stan na: 31-05-2023) \| |                                                           |      |                           |
| Rozgrywki                                                          | Osiągnięcie                                               | Razy | Sezon(y)                  |
| Mistrzostwo                                                        | I miejsce                                                 | 1    | 2002/03                   |
| Mistrzostwo                                                        | II miejsce                                                | 0    |                           |
| Mistrzostwo                                                        | III miejsce                                               | 0    |                           |
| Puchar                                                             | zdobywca                                                  | 0    |                           |
| Puchar                                                             | finalista                                                 | 0    |                           |
| Puchar                                                             | 1/8 finału                                                | 1    | 2004/05                   |
| II liga                                                            | I miejsce                                                 | 1    | 1999/00                   |
| II liga                                                            | II miejsce                                                | 3    | 1996/97, 1997/98, 1998/99 |
| II liga                                                            | III miejsce                                               | 0    |                           |
| Belgia                                                             | Zdobyte trofea w rozgrywkach Belgii (stan na: 31-05-2023) |      |                           |

## Poszczególne sezony

### Rozgrywki międzynarodowe

#### Europejskie puchary
Klub nigdy nie uczestniczył w rozgrywkach europejskich (w sezonie 2003/04 wycofał się z Ligi Mistrzyń UEFA).

### Rozgrywki krajowe
| \| Belgia \| Bilans występów klubu w rozgrywkach piłkarskich Belgii (Stan na 31 maja 2023 r.) \| \| |                                                                                  |        |       |   |   |   |    |    |     |                      |        |        |      |
| Poziom                                                                                              | Rozgrywki                                                                        | Sezony | Mecze | Z | R | P | B+ | B– | Pkt | Lata                 | Awanse | Spadki | Naj. |
| I                                                                                                   | Eerste Klasse / Super League                                                     | 4      |       |   |   |   |    |    |     | 2000–2004            | 0      | 1      | 1    |
| II                                                                                                  | Tweede Klasse / Eerste Klasse                                                    | 11     |       |   |   |   |    |    |     | 1992–2000, 2004–2007 | 1      | 0      | 1    |
| III                                                                                                 | Derde Klasse / Tweede Klasse A                                                   |        |       |   |   |   |    |    |     |                      |        |        |      |
| | Puchar Belgii                                                                    | 15     |       |   |   |   |    |    |     | 1992–2007            | 0      | 0      | 1    |
| | Superpuchar Belgii                                                               | 0      |       |   |   |   |    |    |     |                      | 0      | 0      |      |
| Belgia                                                                                              | Bilans występów klubu w rozgrywkach piłkarskich Belgii (Stan na 31 maja 2023 r.) |        |       |   |   |   |    |    |     |                      |        |        |      |

## Piłkarki, trenerzy, prezydenci i właściciele klubu

### Trenerzy
...
- 200?–200?:  Jo Loeman

## Struktura klubu

### Stadion
Drużyna rozgrywa swoje mecze domowe w Aalst na stadionie Sportcentrum Osbroek, który może pomieścić 1.000 widzów.

## Kibice i rywalizacja z innymi klubami

### Derby
- Eendracht Aalst Ladies